# Klaus-Dieter Seehaus
Klaus-Dieter Seehaus (né à Hagen, le 6 octobre 1942 et mort à Rostock le 10 février 1996) est un footballeur est-allemand qui évoluait au poste de milieu de terrain. 
Il remporte la médaille de bronze aux Jeux olympiques de 1964.